# Cathédrale Saint-Paul de Vigan
Pour les articles homonymes, voir Cathédrale Saint-Paul.
La cathédrale métropolitaine Saint-Paul, située à Vigan, capitale de la province de Ilocos Sur aux Philippines, est le siège de l'évêque de l'archidiocèse de Nueva Segovia (en).